# トルクセンサ
トルクセンサ（英: torque sensor）とは、トルクを検出するための機器である。片仮名表記ではトルクセンサーと書かれる場合もある。測定器の場合トルク計、トルクメータ、トルク変換器と呼ばれる。トルクの変動を検出する目的で使用される。トルクセンサーには、連続的に回転している軸のトルク（回転トルク）を検出するものと、連続的に回転しない軸のトルク（非回転トルク）を検出するものとがある。回転トルクを測定する場合には、回転している軸のねじれを測定する必要があり、様々なトルク信号の取り出し方がある。

## 種類
トルクの検出には、軸のねじれを測定する必要がある。このねじれの測定には複数の手法があり、用途に応じて適切なものが選択される。

### 磁歪式
磁歪材料を利用してトルクを検出する。回転トルクの測定は、固定側のコイルから軸の磁歪材料を励振し、透磁率の変化を測定することによって非接触で行うことができる。

### ひずみゲージ式
回転軸表面に貼られたひずみゲージで検出する。ひずみゲージをトルクの検出に使用すると、回転軸の温度変化による熱膨張による出力変動や、ヤング率の温度係数の影響を、温度センサやコンピュータなどを使用するすることなく補償することができるため、温度変化に対して安定なトルク測定を行うことができる。
回転トルク測定の場合、回転軸のトルク信号を固定側に取出す手法として、スリップリング式、回転トランス式、テレメータ式がある。
スリップリング式ひずみゲージを回転軸に貼付けて、スリップリングを介して給電と信号伝達を行ない、ひずみゲージの抵抗変化を測定する。スリップリングの摩擦があるため、軸を回すために測定トルクに加えてスリップリングの摩擦分のトルクが必要となる。磨耗粉の清掃、スリップリングのメンテナンスが必要である。
回転トランス式ひずみゲージを回転軸に貼付けて、回転トランスを介して交流信号を使ってひずみゲージの抵抗変化を測定する。回転軸はベアリングで支持され、スリップリングのような摺動部分は無いため、回転に伴う摩擦は小さい。トルクの応答速度は励磁する交流信号周波数の数分の一以上となるため、高速応答化が難しい。
テレメータ式ひずみゲージと増幅器を含む電子回路を回転軸上に固定して、ひずみゲージの抵抗変化の測定を回転軸上の電子回路で行う。回転軸上の電子回路への給電は回転トランスを用い、固定側への信号伝達は光や無線を使って非接触で行う。回転軸はベアリングで支持され、スリップリングのような摺動部分は無いため、回転に伴う摩擦は小さい。増幅器とひずみゲージの間の距離が極めて短く、また直流増幅であるため、低ノイズ、高速応答が可能である。回転軸に電子回路を設ける必要があり、非接触で回転軸上の電子回路への非接触給電など、機構的にも電気的にも構成が複雑である。

### 圧電式
圧電素子を使用する。

### 光学式
回転軸表面に貼られた光学素材の偏光を検出する。

### ばね式
もっとも単純な構造でねじればねを使用して変位量からトルクを算出する。回転トルクを測定する場合、ねじればね前後の変位を固定側から非接触で測定するために、様々な方法がある。
電磁歯車位相差方式ねじればねの前後に歯車を取付け、前後の歯車の歯の位置の位相差を電磁式検出器で検出しトルクを測定する。歯車の歯と電磁式検出器が相対運動していないと位相差を検出できないため、静止時でも測定出来るように、検出器を所定の速度で回転させる機構を設けてある。検出器の回転速度と軸の回転速度が近くなってくると検出が出来なくなるため、検出器回転機構の回転方向の切替ができるようになっている。回転軸はベアリングで支持され、スリップリングのような摺動部分は無いため、回転に伴う摩擦は小さい。検出器を回転させるためのモータを含む機構や、歯車の位置の位相差からトルクに変換する必要があり、機構的にも電気的にも構成が複雑である。
電磁誘導位相差方式ねじればねの前後に位相差板を固定し、2枚の位相差板の前後に駆動コイルと差動コイルを配置して、差動コイルの出力からトルクを測定する方法。回転軸はベアリングで支持され、スリップリングのような摺動部分は無いため、回転に伴う摩擦は小さい。回転軸に位相差板を設け、固定側に駆動コイルと差動コイルを配置する必要があり、またコイルの駆動には交流を用いるため、機構的にも電気的にも複雑である。

### 静電容量式
可変コンデンサと同様の原理で静電容量の変化を利用してトルクを検出する。

## 用途
- 自動車の動力配分（トラクションコントロールシステム）
- 電動アシスト自転車[5]
- モータやエンジンなどの試験機[8]

## 主なメーカー
- 旭金属工業
- ミネベアミツミ
- 日本ギア工業
- ユニパルス
- 小野測器